# Daher Kodiak
Die Daher Kodiak (ehemals Quest Aircraft Kodiak) ist ein einmotoriges STOL-Mehrzweckflugzeug des französischen Flugzeugherstellers Daher. Sie wird gebaut in Sandpoint, Vereinigte Staaten.

## Entwicklung
Die Kodiak wurde speziell als Arbeitsflugzeug für Entwicklungsländer entwickelt. Sie ist dementsprechend kostengünstig und robust. So ist die Kodiak in der Lage, von extrem kurzen und unvorbereiteten Pisten zu starten und zu landen. Einige US-Hilfsorganisationen wirkten bei der Entwicklung mit und beteiligten sich an den Entwicklungskosten. Gegenwärtig sind diese Organisationen die Hauptabnehmer der Kodiak. Die Flugzeuge sind mit einer Klimaanlage und auf Grund der Dienstgipfelhöhe mit einer Sauerstoffanlage für Besatzung und Passagiere ausgerüstet.
Im Juni 2019 wurde die Firma Quest Aircraft vom französischen Flugzeughersteller Daher Airplane übernommen, der die ebenfalls einmotorige Baureihe der Turbopropmaschine Socata TBM 900 (jedoch mit Druckkabine) produziert.

## Einsatz
Es ist geplant die Kodiak bei diversen humanitären Missionen einzusetzen. Einige Maschinen befinden sich bereits im Einsatz. So unterstützten zwei Kodiaks der Mission Aviation Fellowship Ende Januar 2010 die Hilfsmission nach dem Erdbeben in Haiti. Verwendung findet die Kodiak daneben auch als Absetzflugzeug für Fallschirmspringer.
In Deutschland setzte die ehemalige Firma Privateways unter dem Namen Yourways zwischen 2018 und 2019 kurzzeitig eine Quest Kodiak im Inselflugverkehr von Cuxhaven/Nordholz, St. Peter-Ording und Wilhelmshaven zu einigen Ostfriesischen Inseln und nach Sylt ein.

## Varianten

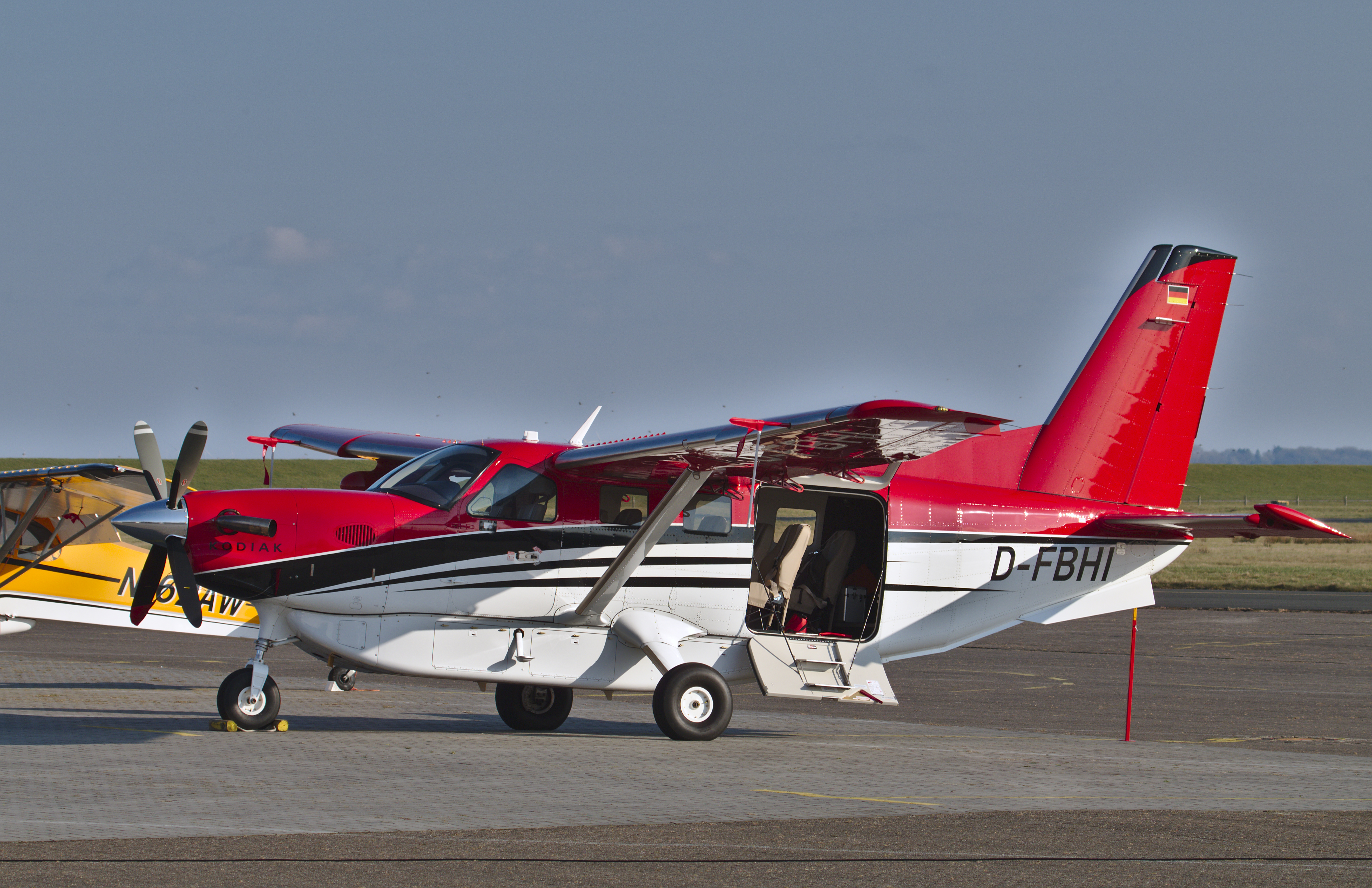
Quest Kodiak 100 mit zusätzlichem Gepäckfach („belly pod“)

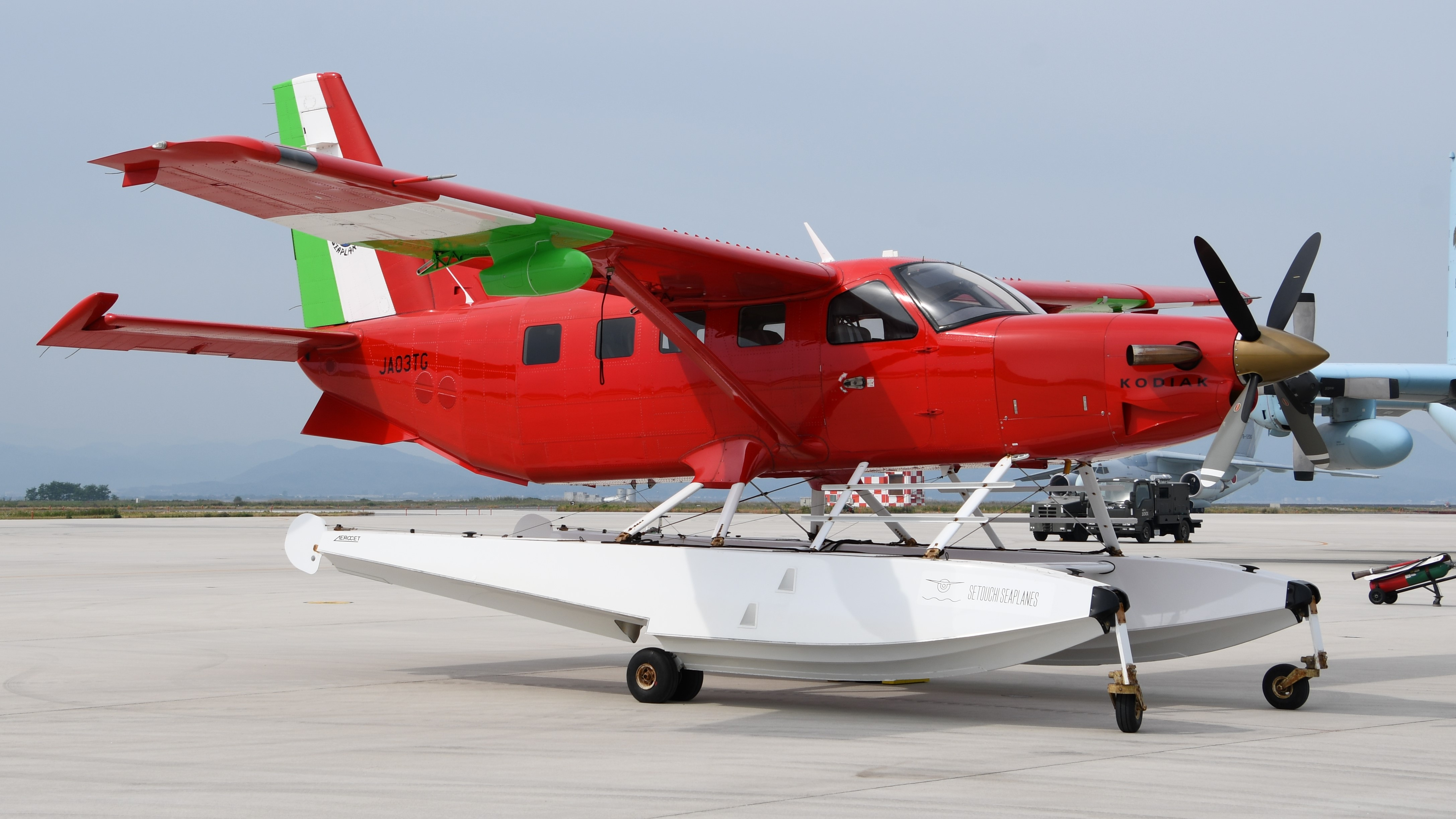
Eine Kodiak 100 auf Schwimmern

Derzeit wird die Daher Kodiak 100 in drei Ausführungen angeboten:
- die Tundra mit einer dichten Bestuhlung für neun Passagiere
- die Timberline mit vergrößerter Reichweite
- die Summit mit einer achtsitzigen VIP-Inneneinrichtung
- eine Variante mit Schwimmern

Air Claw: seit 2013 bietet der Hersteller in Kooperation mit Northrop Grumman die Maschine als Low-Cost-ISR (Intelligence, Surveillance and Reconnaissance)-Plattform für zivile und militärische Nutzer an.
In dieser Variante ist eine Multisensor-Plattform unter dem Rumpf montiert, die CCTV-, Wärmebild- sowie
elektronische Aufklärungskomponenten enthält. U. a. kommen die Systeme „Hawkeye“ (Persistent Surveillance Systems) und Star SAFIRE 380-HD (FLIR) zum Einsatz. Einsatztechnisch könnte das Modell Konkurrenzprodukte (U-28A von Lockheed Martin / Porter Pilatus PC-12 und Beechcraft MC-12V) nach unten hin ergänzen.

## Technische Daten
| Kenngröße            | Kodiak 100                                                           | Kodiak 900                                                             |
| -------------------- | -------------------------------------------------------------------- | ---------------------------------------------------------------------- |
| Besatzung            | 1–2                                                                  | 1–2                                                                    |
| Passagiere           | 9                                                                    | 8                                                                      |
| Länge                | 10,16 m                                                              | 11,4 m                                                                 |
| Spannweite           | 13,72 m                                                              | 13,72 m                                                                |
| Höhe                 | 4,67 m                                                               | 4,9 m                                                                  |
| Flügelfläche         | 22,31 m²                                                             | 22,31 m²                                                               |
| Flügelstreckung      | 8,4                                                                  | 8,4                                                                    |
| Leermasse            | 1.712 kg                                                             | 2.028 kg                                                               |
| max. Startmasse      | 3.290 kg                                                             | 3.629 kg                                                               |
| Zuladung             | max. Nutzlast 1.601 kg                                               | max. Nutzlast 1.647 kg                                                 |
| Antrieb              | ein Turboprop Pratt & Whitney Canada PT6A-34 mit 750 PS (ca. 550 kW) | ein Turboprop Pratt & Whitney Canada PT6A-140A mit 900 PS (ca. 660 kW) |
| Reisegeschwindigkeit | 340 km/h                                                             | 389 km/h                                                               |
| Dienstgipfelhöhe     | 7.620 m                                                              | 7.620 m                                                                |
| Startstrecke         | 285 m                                                                | 309 m                                                                  |
| Landestrecke         | 233 m                                                                | 445 m                                                                  |
| Reichweite           | 2.096 km                                                             | 2.091 km                                                               |
| Preis                | ca. 2,2 Millionen Dollar                                             |                                                                        |

## Vergleichbare Muster
- Cessna 208
- PAC P-750 XSTOL
- Gippsland GA-8
- Gavilán G358